# Калинин, Григорий Яковлевич
Григорий Яковлевич Калинин (1897—1949) — генерал-майор Советской Армии, участник Гражданской и Великой Отечественной войн.

## Биография
Григорий Калинин родился 30 декабря 1897 года в деревне Верхняя Троица (ныне — Кашинский район Тверской области). В марте 1918 года добровольно пошёл на службу в Рабоче-крестьянскую Красную Армию. Участвовал в боях Гражданской войны.
Перед Великой Отечественной войной войной бригадный комиссар Григорий Яковлевич Калинин занимал должность военного комиссара Военной академии Генерального штаба. 20 декабря 1942 года ему было присвоено звание генерал-майора, он был назначен начальником политотдела и одновременно заместителем начальника академии по политической части.
Умер 18 марта 1949 года, похоронен на Новодевичьем кладбище Москвы.
Был награждён орденом Ленина (1945), двумя орденами Красного Знамени (1944, 1948) тремя орденами Красной Звезды (1938, 1943, 1944) и рядом медалей.